# Bielsko-Biała
Bielsko-Biała és una ciutat del sud de Polònia. El 2013 tenia uns 174.000 habitants. Aquesta ciutat és el centre d'una aglomeració urbana amb 325.000 habitants (Aglomeracja bielska) i té indústries, principalment de l'automòbil i turisme. És veïna de les Muntanyes Beskids. Bielsko-Biała està composta de dues antigues ciutats a les ribes oposades del riu Biała, Bielsko i Biała, fusionades el 1951.
Fins a la Primera Guerra Mundial amb el nom de Bielitz feia part de l'Imperi Austrohongarès. Aleshores la majoria de la població era de parla alemanya i hi havia uns 20% de jueus. El 1920 va ser afegit a Polonia. Durant la Segona Guerra Mundial, gairebé tota la comunitat jueva va ser assassinada a Auschwitz. Després de la guerra els alemanys van emigrar o van ser obligats a emigrar.

## Persones
- La mezzosoprano Olga Mauksch (1887-1982)[2]

## Clima
| Dades climàtiques a Bielsko-Biała  | Dades climàtiques a Bielsko-Biała | Dades climàtiques a Bielsko-Biała | Dades climàtiques a Bielsko-Biała | Dades climàtiques a Bielsko-Biała | Dades climàtiques a Bielsko-Biała | Dades climàtiques a Bielsko-Biała | Dades climàtiques a Bielsko-Biała | Dades climàtiques a Bielsko-Biała | Dades climàtiques a Bielsko-Biała | Dades climàtiques a Bielsko-Biała | Dades climàtiques a Bielsko-Biała | Dades climàtiques a Bielsko-Biała | Dades climàtiques a Bielsko-Biała |
| Mes                                | gen                               | febr                              | març                              | abr                               | maig                              | juny                              | jul                               | ag                                | set                               | oct                               | nov                               | des                               | anual                             |
| ---------------------------------- | --------------------------------- | --------------------------------- | --------------------------------- | --------------------------------- | --------------------------------- | --------------------------------- | --------------------------------- | --------------------------------- | --------------------------------- | --------------------------------- | --------------------------------- | --------------------------------- | --------------------------------- |
| Màxima rècord °C (°F)              | 12 (54)                           | 17 (63)                           | 19 (66)                           | 25 (77)                           | 28 (82)                           | 29 (84)                           | 31 (88)                           | 31 (88)                           | 27 (81)                           | 23 (73)                           | 16 (61)                           | 16 (61)                           | 31 (88)                           |
| Màxima mitjana °C (°F)             | 0 (32)                            | 1 (34)                            | 6 (43)                            | 11 (52)                           | 16 (61)                           | 18 (64)                           | 20 (68)                           | 20 (68)                           | 16 (61)                           | 12 (54)                           | 5 (41)                            | 2 (36)                            | 11 (52)                           |
| Mitjana diària °C (°F)             | −1 (30)                           | −1 (30)                           | 3 (37)                            | 7 (45)                            | 12 (54)                           | 15 (59)                           | 17 (63)                           | 17 (63)                           | 13 (55)                           | 9 (48)                            | 3 (37)                            | 2 (36)                            | 8 (46)                            |
| Mínima mitjana °C (°F)             | −3 (27)                           | −3 (27)                           | 1 (34)                            | 4 (39)                            | 8 (46)                            | 11 (52)                           | 13 (55)                           | 13 (55)                           | 10 (50)                           | 6 (43)                            | 1 (34)                            | −1 (30)                           | 5 (41)                            |
| Mínima rècord °C (°F)              | −23 (−9)                          | −21 (−6)                          | −16 (3)                           | −5 (23)                           | −1 (30)                           | 2 (36)                            | 5 (41)                            | 5 (41)                            | 1 (34)                            | −5 (23)                           | −15 (5)                           | −18 (0)                           | −23 (−9)                          |
| Precipitació mitjana mm (polzades) | 50 (1.97)                         | 49 (1.93)                         | 54 (2.13)                         | 76 (2.99)                         | 114 (4.49)                        | 145 (5.71)                        | 141 (5.55)                        | 125 (4.92)                        | 84 (3.31)                         | 60 (2.36)                         | 63 (2.48)                         | 59 (2.32)                         | 1.020 (40,16)                     |
| Mitjana de dies de precipitació    | 16                                | 15                                | 15                                | 13                                | 13                                | 14                                | 11                                | 12                                | 11                                | 11                                | 15                                | 17                                | 163                               |
| Font: Weatherbase                  |                                   |                                   |                                   |                                   |                                   |                                   |                                   |                                   |                                   |                                   |                                   |                                   |                                   |